# Тицпац
Тицпац (њем. Tützpatz) општина је у њемачкој савезној држави Мекленбург-Западна Померанија. Једно је од 69 општинских средишта округа Демин. Према процјени из 2010. у општини је живјело 569 становника. Посједује регионалну шифру (AGS) 13052079.

## Географски и демографски подаци
Тицпац се налази у савезној држави Мекленбург-Западна Померанија у округу Демин. Општина се налази на надморској висини од 59 метара. Површина општине износи 21,6 km². У самом мјесту је, према процјени из 2010. године, живјело 569 становника. Просјечна густина становништва износи 26 становника/km².